# Talove
Talove (în ucraineană Талове) este o așezare de tip urban din raionul Krasnodon, regiunea Luhansk, Ucraina. În afara localității principale, nu cuprinde și alte sate.

## Demografie
Componența lingvistică a așezării de tip urban Talove
     Rusă (94,85%)
     Ucraineană (4,55%)
     Alte limbi (0,27%)
Conform recensământului din 2001, majoritatea populației așezării de tip urban Talove era vorbitoare de rusă (94,85%), existând în minoritate și vorbitori de ucraineană (4,55%).